# Ngày Hữu nghị Quốc tế

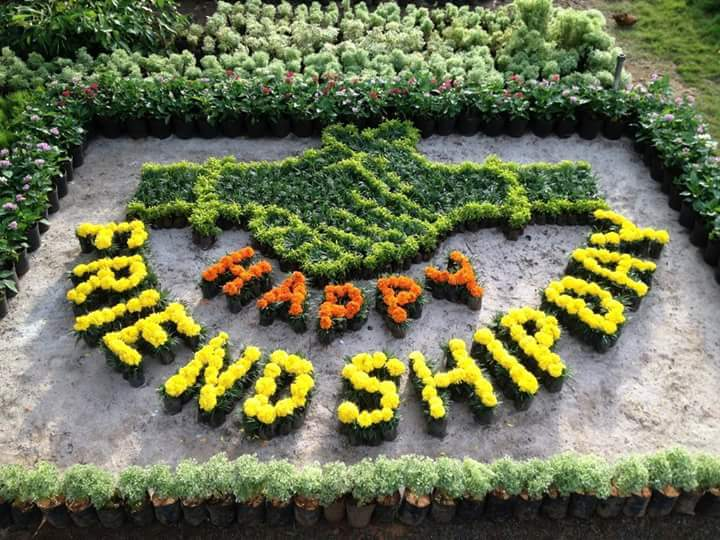

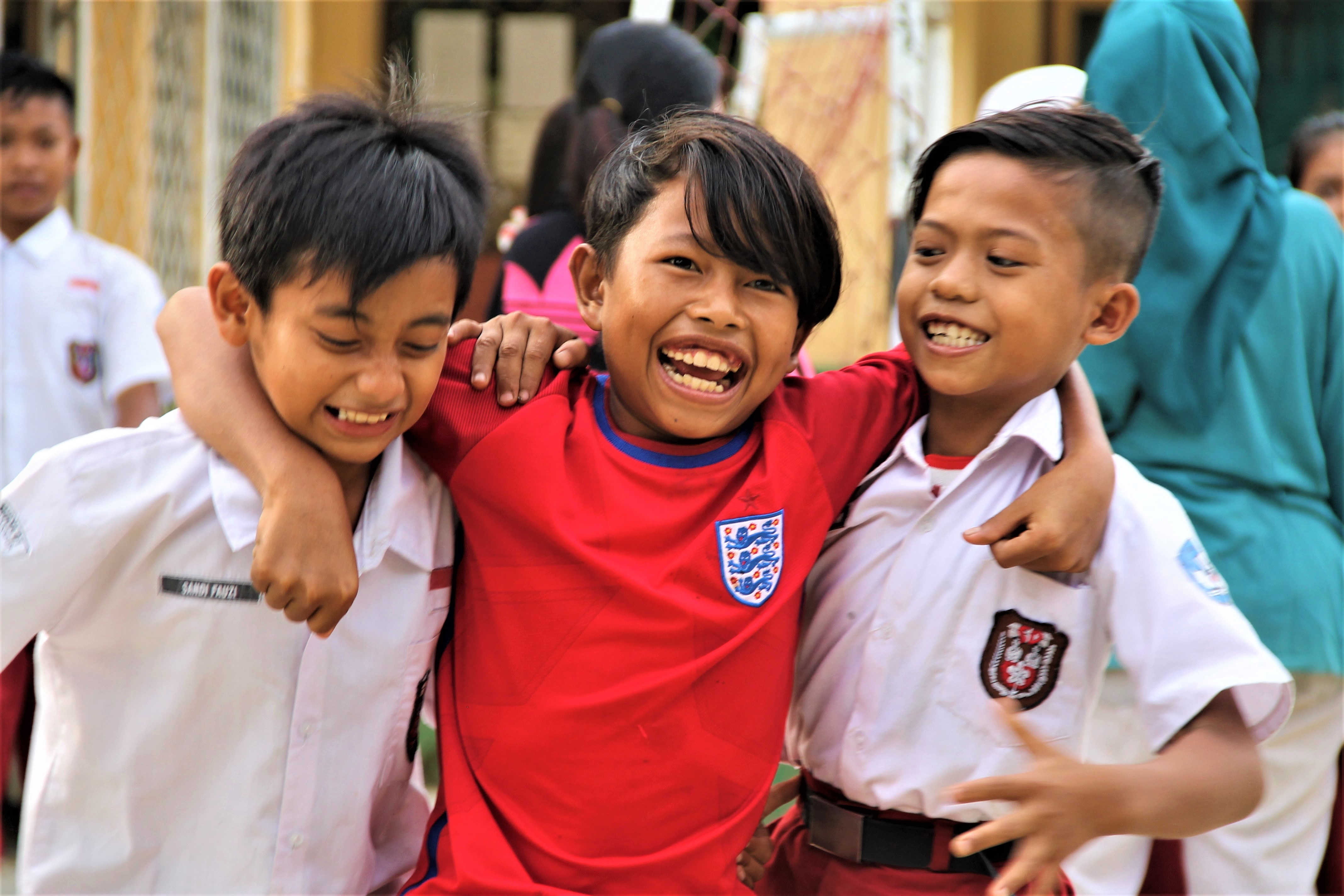

Ngày Hữu nghị Quốc tế, viết tắt là IDF (International Day of Friendship) là ngày ngày lễ quốc tế kỷ niệm tình Hữu nghị (tình bạn), và ngày do Liên Hợp Quốc công bố là ngày 30 tháng Bảy.
Tại nhiều quốc gia phía nam Nam Mỹ ngày đã được tổ chức ở trong nhiều năm, đặc biệt là ở Paraguay, nơi ngày Hữu nghị Quốc tế đầu tiên được đề xuất vào năm 1958.

## Lịch sử
Ngày Hữu nghị Thế giới lần đầu tiên được World Friendship Crusade đề xuất cho ngày 30/07/1958.
Ngày 27/04/2011 Đại hội đồng Liên Hợp Quốc công bố nghị quyết (A/RES/65/275) lấy ngày 30 tháng Bảy là ngày Quốc tế Hữu nghị với ý tưởng rằng tình hữu nghị giữa các dân tộc, các quốc gia, các nền văn hóa và các cá nhân có thể truyền cảm hứng cho những nỗ lực hòa bình và xây dựng cầu nối giữa cộng đồng.
Tuy nhiên một số quốc gia như Ấn Độ, kỷ niệm Ngày Hữu nghị vào ngày Chủ nhật đầu tiên của tháng Tám.